# Liste de personnalités véganes
Cette liste recense les personnalités connues entre autres pour leur véganisme.
Cette liste est dynamique en ce qu'elle évolue régulièrement et ne sera peut-être jamais complète. Vous pouvez la compléter en citant des sources fiables.

## Acteurs
| Nom                     | Nom | Naissance - décès | Occupation                                                                    | Nationalité               | Remarques | Source (véganisme) |
| ----------------------- | --- | ----------------- | ----------------------------------------------------------------------------- | ------------------------- | --- | ------------------ |
| Casey Affleck           |     | né en 1975        | acteur et producteur                                                          | États-Unis                | activiste végan en raison de « la capacité des animaux à ressentir le plaisir, la douleur, la peur et la joie », et de la cruauté des conditions d'élevage                                                                                | [ 1 ]              |
| Suzy Amis               |     | née en 1962       | actrice                                                                       | États-Unis                | militante écologiste, végane en raison de l'impact de l'agriculture animale sur l'environnement et le climat ; « Vous ne pouvez pas vous dire environnementaliste si vous consommez encore des animaux » ; fondatrice d'une école végane. | ,                  |
| Pamela Anderson         |     | née en 1967       | actrice                                                                       | Canada                    | militante contre la cruauté infligée aux animaux | ,                  |
| Maggie Baird            |     | née en 1959       | actrice et scénariste                                                         | États-Unis                | végane pour l'environnement et pour le bien-être animal, | [ 7 ]              |
| Alec Baldwin            |     | né en 1955        | acteur, réalisateur et producteur exécutif de cinéma                          | États-Unis                | | ,                  |
| Violett Beane           |     | née en 1996       | actrice                                                                       | États-Unis                | végane par respect pour les animaux, et en raison de l'impact de l'élevage sur l'environnement | ,                  |
| Ed Begley Jr.           |     | né en 1949        | acteur                                                                        | États-Unis                | activiste écologiste | ,                  |
| Mayim Bialik            |     | née en 1975       | actrice (The Big Bang Theory)                                                 | États-Unis                | végane par respect pour les animaux ; auteure d'un livre de cuisine végétalienne | ,                  |
| Linda Blair             |     | née en 1959       | actrice (L'Exorciste)                                                         | États-Unis                | | ,                  |
| Beau Bridges            |     | né en 1941        | acteur, réalisateur et producteur                                             | États-Unis                | | [ 19 ]             |
| Jessica Chastain        |     | née en 1977       | actrice (Interstellar)                                                        | États-Unis                | | ,                  |
| Laverne Cox             |     | née en 1972       | actrice (Orange Is the New Black)                                             | États-Unis                | | [ 22 ]             |
| Benedict Cumberbatch    |     | né en 1976        | acteur (Imitation Game, Un espion ordinaire, Sherlock...)                     | Royaume-Uni               | | [ 23 ]             |
| Alan Cumming            |     | né en 1965        | acteur (GoldenEye, Cabaret, The Good Wife...)                                 | Royaume-Uni               | | ,                  |
| Sarah-Jane Crawford     |     | née en 1983       | actrice, présentatrice radio                                                  | Royaume-Uni               | | [ 26 ]             |
| James Cromwell          |     | né en 1940        | acteur (Star Trek : Premier Contact, Babe, L.A. Confidential, La ligne verte) | États-Unis                | végan par respect pour les intérêts des êtres sentients, par conscience de l'intelligence et de la sensibilité d'animaux tels que les porcs, et militant pour que d'autres personnes en prennent conscience,                              | ,                  |
| Emily Deschanel         |     | née en 1976       | actrice (Bones)                                                               | États-Unis                | | ,                  |
| Evanna Lynch            |     | née en 1991       | actrice (Harry Potter)                                                        | Irlande                   | végane et militante pour la défense des animaux | ,                  |
| Madelaine Petsch        |     | née en 1994       | actrice (Riverdale)                                                           | Afrique du Sud États-Unis | élevée végétarienne ; végane depuis l'âge de 14 ans | ,                  |
| Carmen Tórtola Valencia |     | née en 1892       | danseuse et comédienne                                                        | Espagne                   | | ,                  |
| Joaquin Phoenix         |     | né en 1974        | comédien                                                                      | USA                       | Végane depuis l'âge de 3 ans. |                    |

## Athlètes
| Nom                | Nom | Naissance - décès | Occupation | Nationalité | Remarques | Source (véganisme) |
| ------------------ | --- | ----------------- | --- | ----------- | --- | ------------------ |
| Austin Aries       |     | né en 1978        | catcheur | États-Unis  | | ,                  |
| Andreas Athanasiou |     | né en 1994        | joueur de hockey sur glace | Canada      | | ,                  |
| Patrik Baboumian   |     | né en 1979        | haltérophile et champion de force athlétique                                                                                   | Allemagne   | végan car sa compassion pour les animaux l'a décidé à boycotter toute forme d'exploitation animale                                                         | ,                  |
| Tyler Bate         |     | né en 1997        | catcheur | Royaume-Uni | | ,                  |
| Héctor Bellerín    |     | né en 1995        | footballeur | Espagne     | végan par engagement à défendre l'environnement ; actionnaire du club de football végan Forest Green Rovers Football Club                                  | .                  |
| Mirco Bergamasco   |     | né en 1983        | joueur de rugby (équipe d'Italie et Stade français)                                                                            | Italie      | végan « par respect des animaux et de l'environnement » | ,                  |
| David Carter (en)  |     | né en 1987        | football américain | États-Unis  | | [ 49 ]             |
| Elena Congost      |     | née en 1987       | athlète (course de fond), enseignante ; championne paralympique de marathon en 2016, et médaillée d'argent sur 1 500 m en 2012 | Espagne     | végane initialement pour améliorer sa santé et ses performances sportives, puis également en raison de « ce que l'industrie alimentaire fait aux animaux » | [ 50 ]             |
| Carlos Cuéllar     |     | né en 1981        | footballeur | Espagne     | | ,                  |
| Saul Niguez        |     | né en 1994        | footballeur | Espagne     | | [ 53 ]             |
| Victoria Pendleton |     | née en 1980       | coureuse cycliste : sextuple championne du monde et double championne olympique                                                | Royaume-Uni | végane pour des raisons environnementales, ainsi que par amour des animaux                                                                                 | ,                  |
| Novak Djokovic     |     | né en 1987        | tennisman | Serbie      | végan pour sa santé, le respect des animaux et les préoccupations environnementales                                                                        | ,                  |
| Lewis Hamilton     |     | né en 1985        | Pilote de Formule 1 | Royaume-Uni | |                    |

## Cuisiniers
| Nom                 | Nom | Naissance - décès       | Occupation                  | Nationalité | Remarques | Source (véganisme) |
| ------------------- | --- | ----------------------- | --------------------------- | ----------- | --- | ------------------ |
| Chloe Coscarelli    |     | née en 1987             | chef cuisinier et célébrité | États-Unis  | | [ 58 ]             |
| Matthew Kenney (en) |     | né dans les années 1960 | chef cuisinier et célébrité | États-Unis  | végan par respect pour les animaux et pour ne pas les faire souffrir, ainsi que par souci de protection de l'environnement | ,                  |

## Entrepreneurs
| Nom                              | Nom | Naissance - décès | Occupation                                                | Nationalité     | Remarques | Source (véganisme) |
| -------------------------------- | --- | ----------------- | --------------------------------------------------------- | --------------- | --- | ------------------ |
| Khaled bin Alwaleed Al Saud (en) |     | né en 1978        | homme d'affaires ; prince de la famille royale saoudienne | Arabie saoudite | militant pour les droits des animaux et contre les souffrances qui leur sont infligées, et activiste contre le réchauffement climatique. Il a ouvert un restaurant végan au Bahrain et un à Riyad, et prévoit d'en ouvrir des dizaines d'autres à travers le Moyen-Orient. | ,                  |

## Musiciens
| Nom                   | Nom | Naissance - décès | Occupation                                                                                | Nationalité | Remarques | Source (véganisme) |
| --------------------- | --- | ----------------- | ----------------------------------------------------------------------------------------- | ----------- | --- | ------------------ |
| Bryan Adams           |     | né en 1959        | auteur-compositeur-interprète (rock)                                                      | Canada      | végan par opposition à la cruauté envers les animaux                                                                                              | [ 64 ]             |
| Jhené Aiko            |     | née en 1988       | auteure-compositrice-interprète (RnB)                                                     | États-Unis  | | [ 65 ]             |
| Akala (en)            |     | né en 1983        | musicien (hip-hop britannique), poète                                                     | Royaume-Uni | | [ 66 ]             |
| Allday                |     | né en 1991        | auteur-compositeur-interprète (hip hop)                                                   | Australie   | | [ 67 ]             |
| Fiona Apple           |     | né en 1977        | auteure-compositrice-interprète (avant-pop)                                               | États-Unis  | | ,                  |
| Asaf Avidan           |     | né en 1980        | auteur-compositeur-interprète (folk)                                                      | Israël      | | [ 70 ]             |
| Erykah Badu           |     | née en 1971       | chanteuse                                                                                 | États-Unis  | | ,                  |
| Tom Bailey (en)       |     | né en 1956        | auteur-compositeur-interprète multi-instrumentaliste (new wave), du groupe Thompson Twins | Royaume-Uni | militant végan « pour sauver l'environnement, ruiné par la production de viande, et sauver les animaux traités si brutalement »                   | ,                  |
| Travis Barker         |     | née en 1975       | batteur                                                                                   | États-Unis  | | ,                  |
| Brian Bell            |     | né en 1968        | guitariste, compositeur                                                                   | États-Unis  | | [ 77 ]             |
| Beyoncé               |     | née en 1981       | chanteuse-compositrice                                                                    | États-Unis  | | ,                  |
| Bruno Blum            |     | né en 1960        | auteur-compositeur-interprète (reggae, rock)                                              | France      | | ,                  |
| Enrique Bunbury       |     | né en 1967        | auteur-compositeur-interprète                                                             | Espagne     | | ,                  |
| Hunter Burgan         |     | né en 1976        | musicien multi-instrumentaliste (rock)                                                    | États-Unis  | | [ 84 ]             |
| Geezer Butler         |     | né en 1949        | bassiste (Black Sabbath, heavy metal)                                                     | Royaume-Uni | | ,                  |
| Capleton              |     | né en 1967        | chanteur (reggae)                                                                         | Jamaïque    | | ,                  |
| Phil Collen           |     | né en 1957        | guitariste (Def Leppard, hard rock)                                                       | Royaume-Uni | | ,                  |
| Yeng Constantino (en) |     | née en 1988       | autrice-compositrice (pop rock)                                                           | Philippines | végane après avoir vu un porc aider un porc blessé à se nourrir,                                                                                  |                    |
| Geneva Cruz (en)      |     | née en 1976       | chanteuse et actrice                                                                      | Philippines | végane par opposition aux actes de cruauté infligés aux animaux dans l'élevage                                                                    | [ 93 ]             |
| Joe Duplantier        |     | Né en 1976        | auteur, compositeur, guitariste et chanteur du groupe Gojira                              | France      | | [ 94 ]             |
| Billie Eilish         |     | née en 2001       | auteure-compositrice-interprète                                                           | États-Unis  | élevée végétarienne, devenue végane en raison des cruautés de l'élevage                                                                           | ,                  |
| Ariana Grande         |     | née en 1993       | auteure-compositrice-interprète                                                           | États-Unis  | | ,                  |
| Dominique Grange      |     | Née en 1940       | autrice-compositrice-interprète et militante politique                                    | France      | cite la phrase de Alphonse de Lamartine : "On n'a pas deux cœurs, un pour les animaux et un pour les humains, on a un cœur ou on n'en a pas."     | [ 98 ]             |
| Jay-Z                 |     | né en 1969        | rappeur                                                                                   | États-Unis  | | ,                  |
| Jeanne Mas            |     | née en 1958       | chanteuse                                                                                 | France      | végane pour « ne pas contribuer à la souffrance des autres »                                                                                      | ,                  |
| Moby                  |     | né en 1965        | auteur-compositeur-interprète                                                             | États-Unis  | « militant très engagé contre les violences faites aux animaux »                                                                                  | ,                  |
| Pedro Piquero         |     | né en 1976        | musicien et maître Zen                                                                    | Espagne     | Pedro Kaiten Piquero maintient un engagement indéfectible pour réduire la souffrance des animaux non humains, y compris tous les êtres sensibles. | [ 106 ]            |
| SoKo                  |     | née en 1985       | auteure-compositrice-interprète et actrice                                                | France      | | ,                  |
| Tina Turner           |     | 1939-2023         | chanteuse, auteure et actrice                                                             | États-Unis  | | [ 104 ]            |
| Stevie Wonder         |     | né en 1950        | auteur-compositeur-interprète                                                             | États-Unis  | | [ 109 ]            |
| Thom Yorke            |     | né en 1968        | auteur-compositeur, chanteur et guitariste (Radiohead)                                    | Royaume-Uni | | [ 104 ]            |

## Personnalités politiques
| Nom              | Nom | Naissance - décès | Occupation                                                              | Nationalité      | Remarques | Source (véganisme) |
| ---------------- | --- | ----------------- | ----------------------------------------------------------------------- | ---------------- | --- | ------------------ |
| Eric Adams       |     | né en 1960        | policier ; membre du Sénat de l'État de New York ; maire de New York    | États-Unis       | | ,                  |
| Cory Booker      |     | né en 1969        | avocat ; membre du Sénat des États-Unis                                 | États-Unis       | végan en raison de l'impact de l'élevage sur l'environnement, et des souffrances infligées aux animaux | ,                  |
| Avraham Burg     |     | né en 1955        | président de la Knesset de 1999 à 2003                                  | Israël           | | [ 116 ]            |
| Aymeric Caron    |     | né en 1971        | journaliste, écrivain, député français                                  | France           | militant antispéciste, fondateur du parti Révolution écologique pour le vivant (REV) | [ 117 ]            |
| Emma Fourreau    |     | née en 1999       | militante, députée européenne                                           | France Suède     | Très jeune, préoccupée par les questions écologiques et de bien-être animal, elle devient végétarienne puis végane, malgré les réticences de sa famille, et se fait ambassadrice du mode de vie végan dans le cadre de son engagement. | [ 118 ]            |
| Emma Hurst       |     | née en 1955       | psychologue, culturiste, députée au Parlement de Nouvelle-Galles du Sud | Australie        | directrice de campagne de l'association caritative de protection des animaux Animal Liberation, membre du parti Justice pour les animaux                                                                                               | ,                  |
| Andy Meddick     |     | né en 1964        | ouvrier du bâtiment, député au Parlement du Victoria                    | Australie        | végan et engagé dans le mouvement de défense des animaux pour militer contre les souffrances infligées aux animaux ; membre du parti Justice pour les animaux                                                                          | ,                  |
| Dame Patsy Reddy |     | née en 1954       | avocate ; gouverneure générale de Nouvelle-Zélande de 2016 à 2021       | Nouvelle-Zélande | | ,                  |

## Philosophes, écrivains, intellectuels
| Nom                 | Nom | Naissance - décès | Occupation | Nationalité       | Remarques | Source (véganisme) |
| ------------------- | --- | ----------------- | --- | ----------------- | --- | ------------------ |
| Elisa Aaltola (en)  |     | née en 1976       | philosophe | Finlande          | spécialiste de philosophie de l'esprit et de l'acrasie ; végane par logique éthique | ,                  |
| Abu-l-Ala al-Maari  |     | 973-1057          | poète et philosophe | Califat abbasside | « Et ne désire pas te nourrir de la chair d'animaux abattus / Ni du lait blanc des mères qui destinent cette boisson pure / à leurs petits, et non aux nobles dames. / Et n'endeuille pas les oiseaux sans méfiance en prenant leurs œufs ; car l'injustice est le pire des crimes. »                                                                                   | [ 130 ]            |
| Carol J. Adams      |     | née en 1951       | écrivaine, militante végane et féministe | États-Unis        | auteure de Politique sexuelle de la viande, liant patriarcat et violences contre les animaux | [ 131 ]            |
| Amos Bronson Alcott |     | 1799-1888         | philosophe, penseur de l'éducation | États-Unis        | adopte un mode de vie refusant d'infliger souffrance ou « esclavage » aux animaux, s'opposant également à l'esclavage infligé aux êtres humains et boycottant pour cette raison le coton | ,                  |
| Martin Balluch (en) |     | né en 1964        | activiste | Autriche          | principal initiateur des campagnes ayant obtenu la reconnaissance constitutionnelle en Autriche du droit animal au bien-être, de l'interdiction de l'élevage en batterie des poules, et de la nomination par le gouvernement d'avocats pour la défense du bien-être animal                                                                                              | [ 135 ]            |
| David Benatar       |     | né en 1966        | philosophe (éthique) | Afrique du Sud    | végan par opposition aux souffrances infligées aux animaux, | ,                  |
| Rynn Berry          |     | 1945-2014         | historien | États-Unis        | | [ 138 ]            |
| Brigid Brophy       |     | 1929-1995         | romancière et essayiste | Royaume-Uni       | militante « pour les droits de tous les êtres sentients » | ,                  |
| Georges Butaud      |     | 1868-1926         | militant libertaire | France            | végan « pour le bien de l’humanité et de l’animalité », dénonçant le « tourment » infligé aux animaux d'élevage, et en raison du gaspillage de ressources que constitue à ses yeux l'élevage | ,                  |
|                     |     |                   | |                   | |                    |
| Élise Desaulniers   |     |                   | écrivaine | Canada            | militante végane pour le bien-être animal et les droits des animaux ; végane car l'exploitation des animaux ne prend pas en compte « leurs besoins fondamentaux », leur intelligence ni leur sensibilité | ,                  |
| Mohandas Gandhi     |     | 1869-1948         | théoricien de la résistance à l'oppression par la désobéissance civile de masse, figure de la non-violence et de la lutte pour l'indépendance de l'Inde | Inde              | végétarien par principe d'ahiṃsā (non-violence), membre de la Société végétarienne et auteur de La Base morale du végétarianisme, il reconnaît que la non-violence doit conduire au végétalisme. Il refuse le lait de vache et de buffle en raison de la cruauté que sa production implique, et tente de vivre de lait d'amande avant de se résoudre au lait de chèvre, | ,                  |

## Scientifiques
| Nom                    | Nom | Naissance - décès | Occupation | Nationalité | Remarques | Source (véganisme) |
| ---------------------- | --- | ----------------- | --- | ----------- | --- | ------------------ |
| Jonathan Balcombe (en) |     | né en 1959        | éthologue | Royaume-Uni | végan pour ne pas faire souffrir des êtres sentients, la prise en compte des intérêts d'un être sentient étant « le fondement de l'éthique »                                                                   | [ 148 ]            |
| Marc Bekoff (en)       |     | né en 1945        | éthologue | États-Unis  | végan par opposition aux souffrances infligées aux êtres sentients ainsi qu'en raison du coût environnemental de l'élevage                                                                                     | [ 150 ]            |
| Patrick O. Brown (en)  |     | né en 1954        | biochimiste (université Stanford) ; créateur de la puce à ADN et cofondateur de la Bibliothèque scientifique publique                                    | États-Unis  | végan en raison de l'impact de l'élevage sur l'environnement ; fondateur de l'entreprise Impossible Foods développant des substituts de viande et de fromage                                                   | [ 151 ]            |
| T. Colin Campbell (en) |     | né en 1934        | biochimiste, nutritioniste (université Cornell) ; auteur du Rapport Campbell sur la relation entre la consommation de produits animaux et divers cancers | États-Unis  | | [ 152 ]            |
| George Church          |     | né en 1954        | généticien (École de médecine de Harvard et Institut de technologie du Massachusetts)                                                                    | États-Unis  | indique être végan pour des raisons médicales, écologiques, d'opposition à la cruauté envers les animaux (y compris ceux des élevages 'bio'), et parce que l'élevage accroît le risque de zoonoses (épidémies) | ,                  |

## Autres
| Nom                         | Nom | Naissance - décès | Occupation                                                                                          | Nationalité      | Remarques | Source (véganisme) |
| --------------------------- | --- | ----------------- | --------------------------------------------------------------------------------------------------- | ---------------- | --- | ------------------ |
| Al-Walid ben Talal Al Saoud |     | né en 1955        | prince de la famille royale saoudienne                                                              | Arabie saoudite  | convaincu de devenir végan par son fils Khaled bin Alwaleed Al Saud (en) | ,                  |
| Simon Amstell               |     | né en 1979        | humoriste, acteur, réalisateur                                                                      | Royaume-Uni      | réalisateur du documentaire parodique Carnage (en), comédie promouvant le véganisme | [ 157 ]            |
| Darren Aronofsky            |     | né en 1969        | réalisateur, scénariste et producteur de cinéma                                                     | États-Unis       | militant végan, par éthique, | ,                  |
| Russell Brand               |     | né en 1975        | humoriste, acteur                                                                                   | Royaume-Uni      | | ,                  |
| James Cameron               |     | né en 1954        | réalisateur, producteur et scénariste de cinéma (Terminator, Aliens, le retour, Titanic, Avatar...) | Canada           | végan en raison de l'impact de l'agriculture animale sur l'environnement et le climat ; investit dans la compagnie Verdient Foods qui produit des alternatives végétaliennes aux produits carnés. Coproducteur en 2019 du film documentaire The Game Changers sur les bienfaits du véganisme pour les sportifs. | ,                  |
| César Chávez                |     | 1927-1993         | syndicaliste                                                                                        | États-Unis       | militant pour les droits des ouvriers agricoles, ainsi que pour les droits des animaux. Végétarien et quasi-végan, considérant que « [l]a gentillesse et la compassion envers tous les êtres vivants est le signe d'une société civilisée. Le racisme, les privations économiques, les combats de chiens, les combats de coqs, la tauromachie et les rodéos proviennent tous d'une même matrice déficiente : la violence »,. | [ 164 ]            |
| Angela Davis                |     | née en 1944       | militante pour les droits civiques                                                                  | États-Unis       | militante du mouvement américain des droits civiques, végane par cohérence avec ses principes de lutte contre l'oppression | ,                  |
| Rosanna Davison             |     | née en 1984       | mannequin                                                                                           | Irlande          | | ,                  |
| Tāme Iti (en)               |     | né en 1952        | activiste maori                                                                                     | Nouvelle-Zélande | | [ 169 ]            |
| Coretta Scott King          |     | 1927-2006         | militante pour les droits civiques                                                                  | États-Unis       | militante du mouvement américain des droits civiques, veuve de Martin Luther King, Coretta Scott King devient végane par cohérence avec ses principes de non-violence | ,                  |
| Jacques Tardi               |     | né en 1946        | auteur de bandes-dessinées                                                                          | France           | | [ 98 ]             |

## Personnalités anciennement véganes
Certaines personnalités ont cependant arrêté le véganisme après l'avoir adopté quelque temps, que ce soit pour des raisons nutritionnelles, psychologiques ou personnelles : 
- Miley Cyrus, chanteuse américaine
- Liam Hemsworth, acteur américain
- Anne Hathaway, actrice américaine
- Simon Cowell, présentateur américain
- Mike Tyson, champion du monde de boxe
- Waka Flocka Flame, rappeur américain
- Samuel L. Jackson, acteur américain
- Channing Tatum, acteur américain
- Zooey Deschanel, actrice américaine
- Carrie Underwood, chanteuse américaine
- Ellen DeGeneres, présentatrice américaine
- Kristen Bell, actrice américaine